# Wichelen
Wichelen is een plaats en gemeente in de Denderstreek en het Scheldeland in de provincie Oost-Vlaanderen in België, op de overgang van de Vlaamse Zandleemstreek naar Zandig Vlaanderen. De gemeente bestaat uit drie kernen van vergelijkbare grootte: Wichelen, Schellebelle en Serskamp. De fusiegemeente telt ruim 12.000 inwoners, die Wichelaars worden genoemd. Wichelen ligt aan de Schelde. In het eigen dialect wordt de plaatsnaam als "'wiχəln" (Wiecheln) uitgesproken. In 2022 vierde de gemeente haar 1050-jarig bestaan.

## Naam, oorsprong en geschiedenis

### Prehistorie en Gallo-Romeinse periode
Uit riviervondsten ter plaatse, bij vooral de monding van de Molenbeek, blijkt dat Wichelen van de bronstijd tot de Gallo-Romeinse periode een belangrijke locatie was voor rituele deposities in de Schelde. Enkele honderden meters van deze monding bevinden zich restanten van de omwalling van de Motte Meirbos, een belangrijke archeologische site, die gelegen is aan het traject van de Heirwegh maar andere kenmerken vertoont dan een castrale motte of een mottekasteel. Volgens Bauters was het "een belangrijke bewoningssite, mogelijk met kasteelachtig karakter. (...) op zijn minst een hoeve met walgracht van het vroege type (...), van historisch belang voor de ontwikkeling van Wichelen".
Wat betreft de naam Wichelen meende Gysseling aanvankelijk, zich baserend op schrijfwijzen van de 12e tot de 14e eeuw, dat het een afleiding was van de persoonsnaam "Wikolinios" met als betekenis: "woonplaats van de strijder"; uiteindelijk was hij echter van mening dat de naam afgeleid moet zijn van "wek" ("uitbuigend"). Deze laatste verklaring past wel uitstekend bij de opvallende Scheldemeander waaraan Wichelen ontstond en ook bij de oudst bekende schrijfwijze ("wigle"), uit 972. De meander was aanvankelijk nog scherper en daardoor voor de hele loop van de Schelde een zeldzaam geografisch verschijnsel. Hij is in 1892 gedeeltelijk rechtgetrokken, Gallo-Romeinse vondsten die daarbij werden gedaan bevinden zich onder andere in het Archeologisch Museum van Namen.

### Middeleeuwen en renaissance: tien en een halve eeuw Wichelen

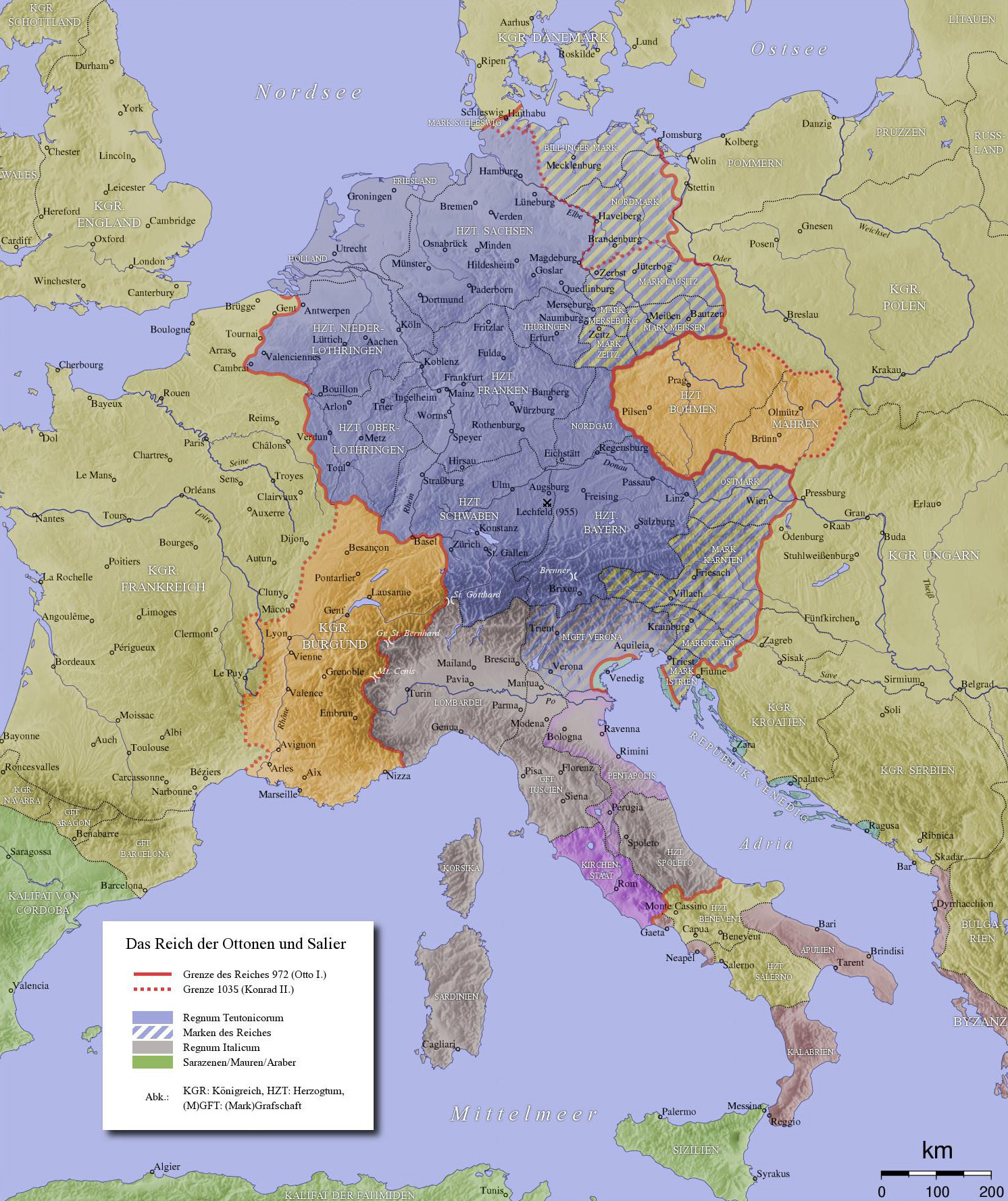
Het Heilige Roomse Rijk ten tijde van de oudste vermelding van Wichelen, met de Schelde als grens tussen Rijks- en Kroon-Vlaanderen.
(M)GFT. = (mark-)graafschap
HZT. = hertogdom
KGR. = koninkrijk

Volgens Walter Deeters was Wichelen al sinds de Karolingische tijd het "centrum van een rijksbezitting aan de Schelde bij Gent" (met over de Schelde een makkelijke vaarverbinding naar "Walacra": Walcheren en de Vier Ambachten). Om na te gaan hoelang Wichelen onder deze naam bestaat blijkt men terug te moeten gaan naar een oorkonde die zich in het buitenland bevindt. Het oudste document over Wichelen dateert van 14 april 972: In de door de Duitse keizer Otto II uitgevaardigde Huwelijksoorkonde van keizerin Theophanu vallen Walcheren, "uuigle" en de Abdij van Nijvel onder de bruidsschat voor de Byzantijnse prinses Theophanu. In de Nederlanden worden als onderdelen ("provintiae") van de schenking aan haar onder meer genoemd: "uualacra, uuigle cum abbatia nivelle, quattuordecim milibus eo pertinentibus mansis" (waarbij "eo" verwijst naar 14000 boerderijen horend bij de drie geschonken plaatsen gezamenlijk). Deze (in uiterst nadrukkelijke bewoordingen vastgelegde) schenkingsoorkonde noemt hier gebieden bij de noordwestelijke grens van het toenmalige Duitse keizerrijk, het vroegere Midden-Francië (en waarbij Wichelen meteen in zijn nog eeuwen voortdurende samenhang met de Abdij van Nijvel - zie onder- wordt aangeduid). Met Walacra werd overigens een veel groter deel van de Scheldedelta bedoeld dan enkel het eiland Walcheren, het betreft met name ook de Vier Ambachten, terwijl bovendien de huidige Westerschelde nog gevormd moest worden (zodat er in plaats daarvan grondgebieden waren die als bewoond kunnen worden verondersteld).
Daarnaast krijgt Theophanu ook in Italië Istrië en het graafschap Pescara en tevens een aantal gebieden in het huidige Duitsland. Om administratieve redenen ging het om gebieden die zoveel mogelijk gegroepeerd waren en een pied-à-terre zouden vormen in elk deel van het rijk. (Theophanu zou overigens degene zijn die niet alleen de vork maar ook Sint-Nicolaas in West-Europa geïntroduceerd heeft).
Door achtereenvolgens het Verdrag van Verdun (843), het Verdrag van Prüm (855) en het Verdrag van Ribemont (880) - waarbij de Schelde er telkens de grens bleef vormen - lag het grondgebied van Wichelen aan de noordwestelijke grens van de Brabantgouw, meer bepaald Rijks-Vlaanderen, dat in 1062-1063 onder Boudewijn V van Vlaanderen werd verenigd met Kroon-Vlaanderen in het graafschap Vlaanderen. Otto II had inmiddels in 980 bij zijn onderhandelingen te Margut-sur-Chiers met Lotharius van Frankrijk en Lodewijk V van West-Francië de grens ten noorden van Wichelen al verlegd door het gebied van de Sint-Baafsheerlijkheid tot Lokeren, samen met het Waasland, op te eisen. De Abdij van Nijvel blijkt daarna nog eeuwenlang bijzondere privileges, maar ook wel plichten, binnen Wichelen te hebben gehad (zie onder).
In een oorkonde van Filips van de Elzas uit 1174 wordt "Rasonis de Wighelen" (Rasse van Wichelen) genoemd. Wichelen was een van de eenentwintig " 's Graven propre dorpen" ("eigen dorpen van de graaf") van het Land van Aalst (een deel van de Brabantgouw, dat voorheen markgraafschap Ename werd genoemd). Lange tijd werd deze oorkonde als oudste vermelding van Wichelen beschouwd omdat men zich niet realiseerde dat er in 1700 in de Duitse Abdij van Gandersheim al een document ontdekt was dat het officiële bestaan van Wichelen meer dan tweehonderd jaar ouder maakt.
Wichelen, Serskamp en Lede hoorden bij de meest noordelijke dorpen van het Land van Aalst, doch Wanzele en alle andere omliggende dorpen (namelijk: Appels, Berlare, Overmere met Uitbergen en Schellebelle met Wanzele) hoorden bij het Land van Dendermonde. Schoonaarde was tot 1873 een gehucht van Wichelen.
In de 13e en 14e eeuw is onder andere sprake van "Wigelines", "Wichele", "Wichline", "Wijcheline", "Wijgline" en "Winghelines". Tot 1614 bleef het onderdeel van het Graafschap Vlaanderen.

Uit 1342 is bekend dat ridder Simoen Ser Thomas heer van Herdershem en voogd van Wichelen en Cherscamp was. In de crypte van de Sint-Baafskathedraal in Gent bevindt zich het graf van Margareta van Gistel, vrouw van Daniël van Massemen en volgens het grafschrift "Vochdesse van Wichkne ende van Serskamp", overleden in 1431.

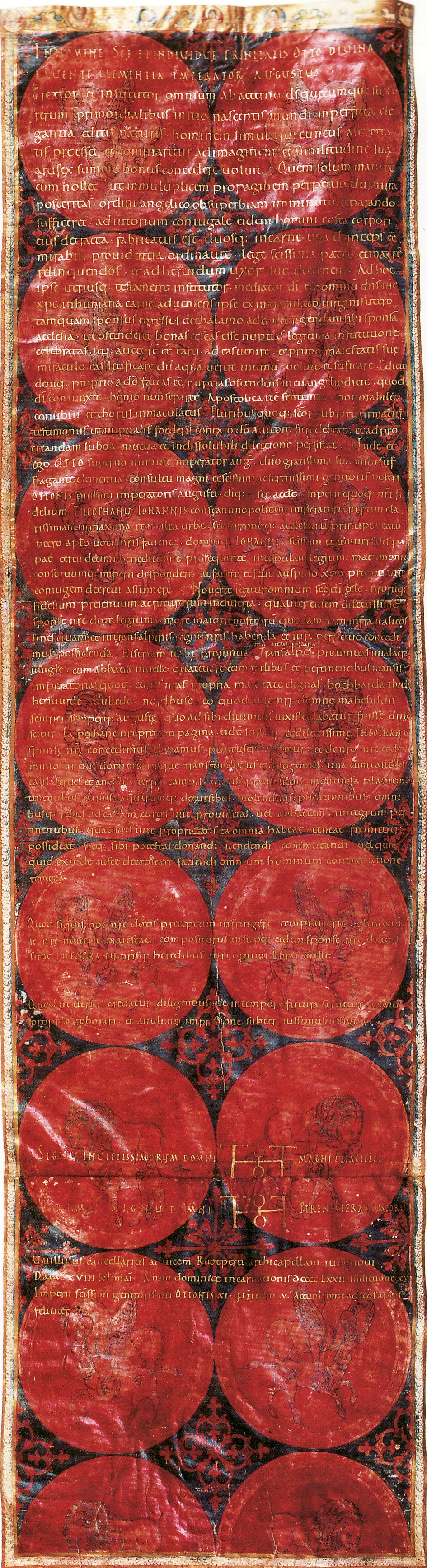
Huwelijksoorkonde Keizer Otto II en Theophanu, met (bijna halverwege, links) de oudste vermelding van Wichelen; tevens de oudste geïllumineerde oorkonde

Vanaf 1209 worden als opeenvolgende heren of voogden van Wichelen genoemd de families van Oudenaarde, van Vaarnewyck, van Herdersem, van Massemen, Uutenzwane en van Herzele; en vanaf ongeveer 1525 de familie Vilain, die hun naam later wijzigden in Vilain XIIII. Als laatste in verband met Wichelen wordt hiervan Lamoraal Vilain vermeld. Op 14 oktober 1614 werd de "Heerlijkheid van Wichelen en Cherskamp (Serskamp)" door Filips IV van Spanje als "engagère" (leenpand) afgestaan aan Jan Karel de Cordes (1577-1641), heer van Reet en Waarloos, die werd opgevolgd door zijn gelijknamige zoon; de heerlijkheid Wichelen, waar deze Antwerpse koopmansfamilie twee zomerkastelen had, bleef tot 15 juli 1758 in hun bezit: de erfenis van Anne-Thérèse de Cordes belandde via huwelijk en overerving bij de markies van Coupigny, van wie de bezittingen in 1789 openbaar werden verkocht.

### Nieuwe en nieuwste tijd
Tijdens de Tachtigjarige Oorlog werd Wichelen in 1579 door een Schots leger vrijwel volledig verwoest en geplunderd, als weerwraak voor een afgeslagen poging een jaar eerder, waarbij de Schotse kapitein was gedood. In 1587 waren het Fransen die Wichelen plunderden, en in 1645 Lotharingers.
Door de expansiepolitiek van Lodewijk XIV was Wichelen ook tussen 1678 en 1694 veelvuldig het slachtoffer van plunderingen door de Fransen, tijdens de Hollandse Oorlog (1672-1679) en de Negenjarige Oorlog (1688-1697).
In 1706, tijdens de Spaanse Successieoorlog, vormde Wichelen enige tijd het hoofdkwartier van het Franse leger. De leiding daarvan berustte officieel bij Lodewijk, hertog van Bourgondië ("Le Petit Dauphin") - maar praktisch bij François de Neufville, 2e hertog van Villeroy. Deze moest in datzelfde jaar, na de voor Frankrijk desastreuze Slag bij Ramillies (23 mei 1706), zijn taak afstaan aan Lodewijk Jozef van Vendôme - tegenover hen stond het geallieerde leger, dat werd aangevoerd door John Churchill, de 1e hertog van Marlborough, die geen enkele veldslag verloor en voorvader was van Winston Churchill.
De veerboot van Wichelen in de wijk Paddenhoek wordt voor het eerst vermeld in 1253. Als belangrijke verbinding tussen enerzijds het Waasland en anderzijds het Land van Aalst werd een ander Wichels veer in 1881 vervangen door een draaibrug tussen Wichelen en Uitbergen (na het opblazen in 1940 een hefbrug, en vanaf 1963 een vaste brug stroomopwaarts). De verbinding tussen het Oud Dorp en dit laatste veer, via Dreefstraat en Diepestraat (zoals het noordelijk deel van huidige Brugstraat toen heette) is de oudste nog bestaande verharde weg in Wichelen.

### Wichelen en de Abdij van Nijvel
Het verband met de Abdij van Nijvel is blijven bestaan vanaf in ieder geval 972 tot de Franse overheersing, waardoor Otto II de 14.000 woningen van deze twee gebieden en Walcheren als bij elkaar horend opnam in de Huwelijksoorkonde van keizerin Theophanu: hierin worden Wichelen en de Abdij van Nijvel zodanig genoemd als behoorden zij voorheen mogelijk allebei toe aan Mathilde van Ringelheim, keizerin met in Nijvel gelijkaardige rechten als Theophanu. Odo, bisschop (1106-1110) van Kamerijk, plaatste rond 1108 het altaar van Wichelen onder bevoegdheid van de Abdij van Nijvel, dit op verzoek van abdis (1073-1112) Richeta (Richenza II) en de dames en kanunniken van Nijvel.
De verdeling tussen de abdij en de wereldlijke macht was in Wichelen zeer opmerkelijk, het als één geheel geschonken zijn aan Theophanu moet hiermee in verband staan (zie ook hieronder: 'Trivia'). Al vóór het midden van de 13e eeuw was het kapittel van Nijvel in het bezit van een "hofjongerij" of "corserie" te Wichelen (er wordt vermeld dat dit bestaat uit een neerhof en een opperhof, maar het is de vraag of het inderdaad om een mottekasteel ging). Gravin Margaretha II van Vlaanderen benoemde toen slechts twee van de zeven schepenen, terwijl de Nijvelse abdij er vier aanstelde (en deze zes de zevende, er werd m.a.w. gestreefd naar een strikte 2/3 verdeling ten gunste van het Nijvelse kapittel). Het document uit die tijd zegt in dit verband ook: "...van oudsher...sinds onheuglijke tijden...zijn er te Wichelen oude gronden...waarover er belasting aan de kerk" (nl. de Abdij van Nijvel) "verplicht is en betaald moet worden op Sint-Denijs (9 oktober) en kippen geleverd moeten worden op Kerstdag...maar we kunnen niet achterhalen" -"scire non potuimus"- "hoeveel denarie en hoeveel kippen...". Rond 1500 staat in een stuk dat er "bynnen der prochyen van Wichelen" zeshonderd cijnsplichtigen zijn ten opzichte van "den Eerweerdighen Capittele van Nyvelles". Vanaf de middeleeuwen tot de Franse tijd in België behoorde het grootste deel van de Tiende van Wichelen aan het kapittel van Nijvel, waarbij in ieder geval tot medio 17e eeuw een derde van deze tienden aan de Wichelse pastoor toekwam. Ook de kandidaat voor deze functie werd tot 1641 door de abdij voorgedragen. En voor de koster gold dit zelfs tot het einde van het ancien régime.
In 1563 stelde Jan van Miggrode, leenman (wat betreft de hofjongerij) van de abdis van Nijvel, Jan des Marès aan als baljuw te Wichelen, daarbij verwijzend naar reeds zeer lang bestaande gewoonten ("alsoot gheaccostumeert es van auden tyden").
De Sint-Gertrudiskerk (Nijvel) had in Wichelen een groot pachtgoed, dat in 1461 verhuurd werd voor "45 pond groote" per jaar. In 1725 betaalde het kapittel van Nijvel de helft van het nieuwe torengewelf van de oude Sint-Gertrudiskerk op het Oud Dorp. In 1738 nam dezelfde instantie grotendeels het nieuwe hoofdaltaar van de kerk voor haar rekening. De tiendheffer was ook verantwoordelijk voor het onderhoud van het priesterkoor, wat in de 17e en 18e eeuw tot nogal wat onenigheid met pastoor en parochie leidde. En uiteraard is Gertrudis van Nijvel patroonheilige van de kerk.

## Bezienswaardigheden

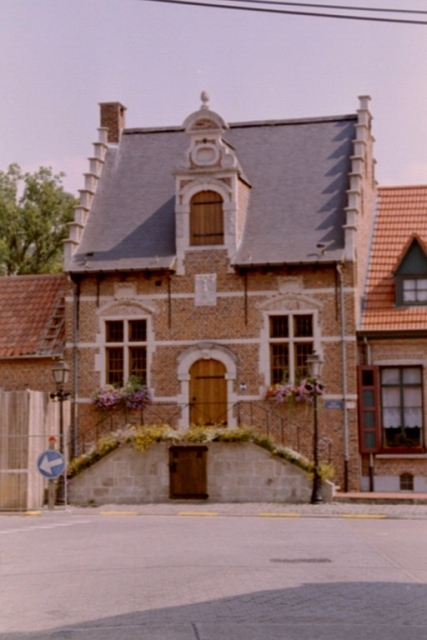
Wichelen: Oud Gemeentehuis (1682)

- De Sint-Gertrudiskerk (gewijd aan Gertrudis van Nijvel) bevindt zich op de Margote. De oude kerk, die dateert uit de 12e eeuw, bevond zich in het Oud Dorp nabij het tegenwoordige kerkhof. Maar in 1870 werd om praktische redenen het centrum van de gemeente verplaatst van het oude dorp naar de toen net aangelegde steenweg. Hierdoor werd de oude Romaanse kerk uit de 12e eeuw vervangen door een nieuw heiligdom in de wijk Margote. Sint-Gertrudis bleef als patroonheilige behouden. De nieuwe kerk en pastorie werden ontworpen door Edmund Serrure sr. Men kan er nu nog de mooie schepen-en kerkmeestersbank bewonderen, een paar oude biechtstoelen, de preekstoel, de grafsteen van de familie de Cordes en vooral de fraaie doopvont (einde zestiende eeuw), alle afkomstig uit het oude kerkgebouw.
- De Scheldehoekkapel op Margote
- De watermolen
- Het Memoriekruis
- Het Meirbos, een voormalige motte
- Het Oud Gemeentehuis[29] (op het Oud Dorp) werd opgericht in 1682. Een beeltenis van Gertrudis van Nijvel prijkte eeuwenlang boven de toegangsdeur maar maakte in 1973 plaats voor Sint-Sebastiaan toen het gebouw met pui en trapgevels als gildehuis voor de Koninklijke Schuttersmaatschappij Sint-Sebastiaan werd gerestaureerd.[30]
- Stokerij Rubbens

## Natuur en landschap
Wichelen ligt op de rechteroever van de Schelde. De hoogte bedraagt ongeveer 3 meter en de bodem is zandig en in het zuiden zandlemig. Het belangrijkste natuurgebied is de Bergenmeersen, gelegen in een bocht van de Schelde. Op de grens van Wichelen en Schellebelle mondt de Molenbeek uit in de Schelde.

## Kernen
De gemeente bestaat sinds 1977 naast Wichelen zelf nog uit de deelgemeenten Schellebelle en Serskamp. Wichelen en Schellebelle liggen aan de Schelde; Serskamp ligt iets meer zuidwaarts. Vroeger behoorde ook Schoonaarde tot Wichelen, maar in 1873 werd het bij koninklijk besluit afgesplitst van Wichelen. Dit gebeurde vooral op aandringen van de inwoners van de wijk Eegenen, die opzagen tegen de verre verplaatsingen naar de hoofdkerk in Wichelen.

### Deelgemeenten
|   | Naam         | Opp. (km²) | Inwoners (2020) | Inwoners per km² | NIS-code |
| - | ------------ | ---------- | --------------- | ---------------- | -------- |
| 1 | Wichelen     | 8,75       | 4.322           | 494              | 42026A   |
| 2 | Serskamp     | 6,94       | 3.565           | 514              | 42026B   |
| 3 | Schellebelle | 7,51       | 3.762           | 501              | 42026C   |

## Demografie

### Demografische evolutie voor de fusie
- Bron:NIS - Opm:1831 t/m 1970=volkstellingen op 31 december; 1976= inwonertal per 31 december
- 1880*: Afsplitsing Schoonaarde in 1873

### Demografische ontwikkeling van de fusiegemeente
Alle historische gegevens hebben betrekking op de huidige gemeente, inclusief deelgemeenten, zoals ontstaan na de fusie van 1 januari 1977.
- Bronnen:NIS, Opm:1831 tot en met 1981=volkstellingen; 1990 en later= inwonertal op 1 januari

| Inwoners van jaar tot jaar op 1 januari 1992 tot heden | Inwoners van jaar tot jaar op 1 januari 1992 tot heden | Inwoners van jaar tot jaar op 1 januari 1992 tot heden |
| jaar                                                   | Aantal                                                 | Evolutie: 1992=index 100                               |
| ------------------------------------------------------ | ------------------------------------------------------ | ------------------------------------------------------ |
| 1992                                                   | 10.831                                                 | 100,0                                                  |
| 1993                                                   | 10.897                                                 | 100,6                                                  |
| 1994                                                   | 10.897                                                 | 100,6                                                  |
| 1995                                                   | 10.900                                                 | 100,6                                                  |
| 1996                                                   | 10.893                                                 | 100,6                                                  |
| 1997                                                   | 10.905                                                 | 100,7                                                  |
| 1998                                                   | 10.954                                                 | 101,1                                                  |
| 1999                                                   | 10.899                                                 | 100,6                                                  |
| 2000                                                   | 10.961                                                 | 101,2                                                  |
| 2001                                                   | 11.040                                                 | 101,9                                                  |
| 2002                                                   | 11.045                                                 | 102,0                                                  |
| 2003                                                   | 11.036                                                 | 101,9                                                  |
| 2004                                                   | 11.043                                                 | 102,0                                                  |
| 2005                                                   | 11.137                                                 | 102,8                                                  |
| 2006                                                   | 11.145                                                 | 102,9                                                  |
| 2007                                                   | 11.099                                                 | 102,5                                                  |
| 2008                                                   | 11.062                                                 | 102,1                                                  |
| 2009                                                   | 11.144                                                 | 102,9                                                  |
| 2010                                                   | 11.242                                                 | 103,8                                                  |
| 2011                                                   | 11.284                                                 | 104,2                                                  |
| 2012                                                   | 11.374                                                 | 105,0                                                  |
| 2013                                                   | 11.450                                                 | 105,7                                                  |
| 2014                                                   | 11.442                                                 | 105,6                                                  |
| 2015                                                   | 11.509                                                 | 106,3                                                  |
| 2016                                                   | 11.501                                                 | 106,2                                                  |
| 2017                                                   | 11.556                                                 | 106,7                                                  |
| 2018                                                   | 11.578                                                 | 106,9                                                  |
| 2019                                                   | 11.672                                                 | 107,8                                                  |
| 2020                                                   | 11.649                                                 | 107,6                                                  |
| 2021                                                   | 11.690                                                 | 107,9                                                  |
| 2022                                                   | 11.765                                                 | 108,6                                                  |
| 2023                                                   | 11.960                                                 | 110,4                                                  |
| 2024                                                   | 12.032                                                 | 111,1                                                  |
| 2025                                                   | 12.050                                                 | 111,3                                                  |

## Verkeer
Er zijn drie treinstations op het grondgebied Wichelen: station Wichelen in het centrum op de lijn Dendermonde-Gent, station Serskamp op de lijn Brussel-Gent en station Schellebelle op zowel de lijn Dendermonde-Gent als Brussel-Gent.

## Geografie
Het snijpunt van de 51e breedtegraad en 4 graden oosterlengte bevindt zich in Wichelen. In het laagste gebied van de gemeente liggen de Bergenmeersen. Bij de Meirbos en de Heirwegh (die ten westen van het oude dorpscentrum ongeveer samenviel met de huidige straten Meerbos en Dreefstraat) bevond zich het Galgeveld.
De toponiemen Margote (huidige hoofdstraat in het centrum) en Meirbos of Meerbos verwijzen naar een ondiep meer dat zich ooit op de grens van Wichelen en Serskamp bevond.
Het dialect van het oorspronkelijke Wichelen verschilt vrij sterk van dat van Schellebelle en Serskamp doordat het als overgangsdialect veel meer Brabantse invloeden vertoont.

## Sport
In Wichelen spelen de voetbalclubs KVV Schelde Serskamp-Schellebelle en SK Wichelen. Ook zĳn er een atletiekclub, ACES, en de roeivereniging Roeiteam Scheldeland.

## Bestuur en politiek
| - ?-1513-?: Jacob de Ruddere - 1563-?: Jan des Marès - ?-1570-?: Arend Janssens - ?-1661-?: Joost van der Bruggen - ?-1682-?: Lodewijk Verbruggen - ?-1707-?: Karel-Philip Limnander - ?-1711-?: Paul-Frans Verbruggen - ?-1720-?: Pieter van de Wiele - ?-1727-?: Paul-Frans Verbruggen - ?-1729-?: Jan Charles de Clercq - ?-1737-?: Paul-Frans Verbruggen - ?-1761-?: Michiel-Andries Gilquin - ?-1792-?: Adriaan-Frans Roggeman | - ?-1386-?: Jan Sceldacker - ?-1495-?: Frans van Bochaute - ?-1521-?: Pieter van Heddeghem - ?-1528-?: Hendrik de Bundele - ?-1565-?: Jan des Marès - ?-1571: Hendrik de Bundele - 1572-?: Joost de Bundele - ?-1585-?: Marien des Marès - ?-1589-?: Gillis Goeyvaers - ?-1652-?: Joost Verbruggen - ?-1671-?: Jan de Wolf - ?-1682-?: Lodewijk Verbruggen - ?-1707-?: Philip Limnander | - ?-1711-?: Paul-Frans Verbruggen - ?-1720-?: Pieter van de Wiele - ?-1727-?: Paul-Frans Verbruggen - ?-1761-?: Michiel-Andries Gilquin - ?-1792-?: Adriaan-Frans Roggeman |

### Burgemeesters

#### 2001-2006
Burgemeester John Taylor, die een CVP-meerderheid van 14 zetels op 21 zetels had, besloot in 2001 met een deel van zijn meerderheid de CVP te verlaten en lid te worden van de NCD waarop hij samen met de VLD een nieuwe meerderheid onder de naam Samen vormde. Na zijn dood in 2004 werd hij als burgemeester opgevolgd door Werner Van Der Eecken van het ondertussen liberale SAMEN.

#### 2007-2012
Het kartel CD&V+N-VA was teruggevallen naar 8 zetels. SAMEN vormde met de sp.a een nieuwe meerderheid van 11 op 21 zetels. Werner Van Der Eecken van SAMEN bleef burgemeester tot 2010 en werd vanaf dan opgevolgd door Kenneth Taylor van SAMEN.

#### 2013-heden
Burgemeester is Kenneth Taylor van SAMEN. De partij had telkens de absolute meerderheid, in 2013-2018 met 12 op 21 zetels, in 2019-2024 met 13 op 21 zetels en in 2024-2030 met 13 op 23 zetels.

### Resultaten gemeenteraadsverkiezingen sinds 1976
| Partij of kartel     | Partij of kartel                       | 10-10-1976 | 10-10-1976 | 10-10-1982 | 10-10-1982 | 9-10-1988 | 9-10-1988 | 9-10-1994 | 9-10-1994 | 8-10-2000 | 8-10-2000 | 8-10-2006 | 8-10-2006 | 14-10-2012 | 14-10-2012 | 14-10-2018 | 14-10-2018 | 13-10-2024 | 13-10-2024 |
| Stemmen / Zetels     | Stemmen / Zetels                       | %          | 21         | %          | 21         | %         | 21        | %         | 21        | %         | 21        | %         | 21        | %          | 21         | %          | 21         | %          | 23         |
| -------------------- | -------------------------------------- | ---------- | ---------- | ---------- | ---------- | --------- | --------- | --------- | --------- | --------- | --------- | --------- | --------- | ---------- | ---------- | ---------- | ---------- | ---------- | ---------- |
|                      | PVV1/ VLD2 / SAMEN3                    | 19,361     | 4          | 15,911     | 3          | 21,291    | 4         | 20,522    | 4         | 21,242    | 4         | 38,433    | 10        | 45,93      | 12         | 54,263     | 13         | 47,43      | 13         |
|                      | CVP1 / CD&V+N-VAA / CD&V Plus2 / CD&V3 | 35,171     | 8          | 39,811     | 10         | 50,571    | 12        | 55,441    | 15        | 57,251    | 14        | 33,32A    | 8         | 16,282     | 3          | 10,913     | 2          | 16,23      | 3          |
|                      | VU1/ VisieB/ CD&V+N-VAA / N-VA2        | -          |            | 14,851     | 3          | 8,511     | 1         | -         |           | 13,87B    | 2         | 33,32A    | 8         | 21,492     | 5          | 14,572     | 3          | 18,32      | 4          |
|                      | SP1/ VisieB/ sp.a2/ andersC            | 25,531     | 5          | 24,11      | 5          | 19,631    | 4         | 13,081    | 2         | 13,87B    | 2         | 10,32     | 1         | 7,142      | 1          | 11,86C     | 2          | 7,3C       | 1          |
|                      | Agalev1/ VisieB/ andersC               | -          |            | -          |            | -         |           | 5,981     | 0         | 13,87B    | 2         | -         |           | -          |            | 11,86C     | 2          | 7,3C       | 1          |
|                      | Vlaams Blok1 / Vlaams Belang2          | -          |            | -          |            | -         |           | 4,991     | 0         | 7,641     | 1         | 12,422    | 2         | 5,672      | 0          | 8,412      | 1          | 9,92       | 2          |
|                      | GEMBEL                                 | 19,93      | 4          | 5,33       | 0          | -         |           | -         |           | -         |           | -         |           | -          |            | -          |            | -          |            |
|                      | Respect                                | -          |            | -          |            | -         |           | -         |           | -         |           | -         |           | 3,53       | 0          | -          |            | -          |            |
|                      | WLD Apart                              | -          |            | -          |            | -         |           | -         |           | -         |           | 5,53      | 0         | -          |            | -          |            | -          |            |
|                      | GV - Gezond Verstand                   | -          |            | -          |            | -         |           | -         |           | -         |           | -         |           | -          |            | -          |            | 0,9        | 0          |
| Totaal stemmen       | Totaal stemmen                         | 7337       | 7337       | 7865       | 7865       | 8094      | 8094      | 8193      | 8193      | 8445      | 8445      | 8588      | 8588      | 8681       | 8681       | 8399       | 8399       | 6240       | 6240       |
| Opkomst %            | Opkomst %                              |            |            |            |            | 96,97     | 96,97     | 96,16     | 96,16     | 96,04     | 96,04     | 96,82     | 96,82     | 94,75      | 94,75      | 95,0       | 95,0       | 65,5       | 65,5       |
| Blanco en ongeldig % | Blanco en ongeldig %                   | 1,73       | 1,73       | 2,91       | 2,91       | 3,26      | 3,26      | 2,84      | 2,84      | 3,03      | 3,03      | 3,41      | 3,41      | 3,63       | 3,63       | 3,8        | 3,8        | 1,1        | 1,1        |

De rode cijfers naast de gegevens duiden aan onder welke naam de partijen bij elke verkiezing opkwamen.

De zetels van de gevormde coalitie staan vetjes afgedrukt. De grootste partij is in kleur.

## Geboren in Wichelen
- Emiel Schuddinck, schrijver Wichelse Krabbels[36]
- Serafien De Keyser (15 september 1794-1 november 1813), seminarist, geboren in het Keysershof en als loteling (conscrit) omgekomen te Wezel.[37][38][39] Een klein monument voor hem staat in de Wichelse Statiestraat. Ook in de Gentse Sint-Baafskathedraal en in Wezel bevinden zich gedenkplaten en een monument voor hem en zijn 55 overleden medestudenten. Twee andere Wichelse seminaristen (Jozef Lauwaert en Pieter Baeyens) wisten te ontsnappen uit de citadel, een vierde (Vincent Dalschaert) overleefde hun gevangenschap.[40]
- Cyrille De Vuyst (1914-2000), atleet
- Sylvain Grysolle (1915-1985), wielrenner

## Trivia

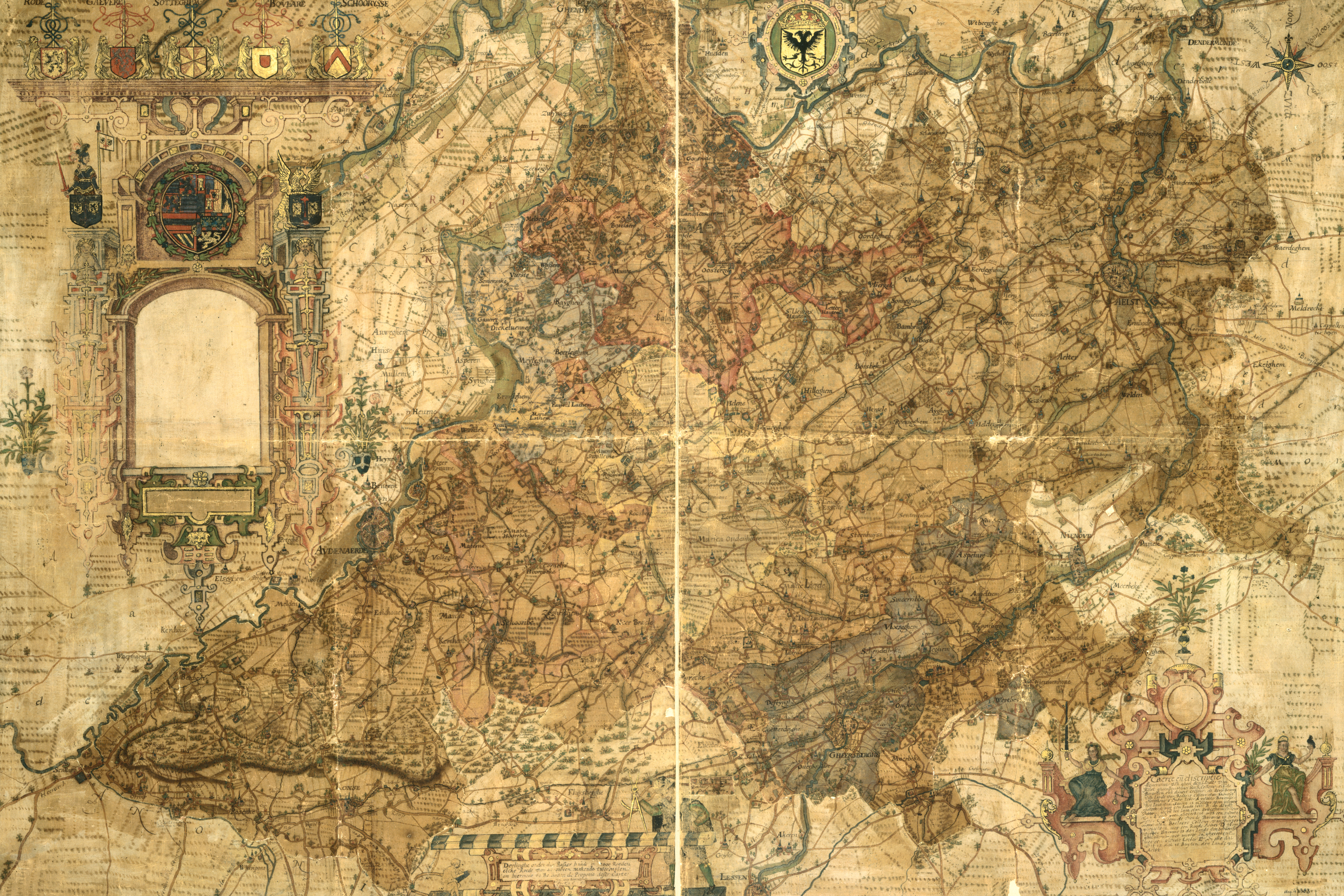
Het Land Van Aalst door Jacques Horenbault in 1596

- Een spotnaam voor de Wichelaars is "Wichelse Schooiers". Maar op vrijwel alle survey-indicatoren scoort het huidige Wichelen wat beter dan het gemiddelde van het Vlaams Gewest.[41]
- Schooiersbier is een bier dat voor het eerst gebrouwen werd naar aanleiding van het 825-jarig bestaan van de gemeente Wichelen (daarbij uitgaande van 1174 als oudste jaartal).
- Van ver vóór de 13e eeuw tot in de 18e eeuw had de vertegenwoordiger van de Abdij van Nijvel elk jaar de plicht om op de muur van de kerk/het klooster als kerstgeschenk een uiterst verzorgd speenvarken klaar te leggen "panem in ore habens" ("met in zijn muil een broodje" - wat in 1405 en in een denombrement van 1457 telkens zelfs specifiek als een "Aelsterschen voskene" wordt geëist). Na zorgvuldige keuring door de schepenen werd het varken door de meier in naam van de voogd (in 1457 Geert van Massemen, die overigens inmiddels ook alle zeven schepenen zelf mocht aanstellen) in ontvangst genomen. Bij afkeuring diende de abdij voor een mooier varkentje te zorgen (later: een boete te betalen).[42][43]
- Bevallen, in grote delen van Vlaanderen ook benoemd als "een kindje kopen", heette in het Wichels "naar de boot gaan": in plaats van het te hebben over de ooievaar of de kool maakte men Wichelse kinderen wijs dat de baby was opgehaald of gekocht bij een van de op de Schelde varende vrachtschepen.[44] Valery Stuyver (1916-1995), van 1942 -1946 onderpastoor te Wichelen, beschrijft dit omzeilen van het seksuele taboe treffend en ironisch in De Trouw van de Serre.[45]
- In juli 2018 leed de gemeente onder een ernstige knijtenplaag ten gevolge van droogte, waardoor het gemeentelijk rampenplan werd afgekondigd.[46] De inwoners noemen de lastige insecten wel wetteraarkes.[47]

## Nabijgelegen kernen
Bruinbeke, Uitbergen, Schoonaarde, Lede